# Woodland (Minnesota)
Woodland – miasto w Stanach Zjednoczonych, w stanie Minnesota, w hrabstwie Hennepin.